# Эпштейн, Жан
Жан Эпштейн (фр. Jean Epstein; 25 марта 1897, Варшава, Российская империя — 2 апреля 1953, Париж, Франция) — французский кинорежиссёр, теоретик, критик.

## Биография
Жан Эпштейн родился 1897 году в Варшаве. Большую часть жизни он провел во Франции, где с 1922 года и начал свою творческую деятельность в кино.
Брат сценариста и режиссёра Мари Эпштейн (1899—1995).

## Творчество
Жан Эпштейн один из первых французских режиссёров попытался подойти к кинематографу с точки зрения теории и определить его место среди других искусств. Его первая книга «Поэзия современности — новый этап в развитии сознания» вышла в 1921 году, а последняя, «Дух кино» издана посмертно в 1955 году.
Основные положения эстетической концепции Эпштейна сложились под сильнейшим влиянием интуитивизма и сюрреализма.
Эпштейн сделал попытку применить теорию «длительности» Бергсона, к анализу киноискусства. Он утверждает, что кино, в отличие от других искусств, способно передать поток бытия. Кино освобождает восприятие от схематики интеллекта, возвращая современному человеку непосредственное и наивное чувство жизни.
В 1916 году поступает в медицинский институт Лиона. Его увлечение наукой идёт параллельно все нарастающему интересу к литературе, искусству и, в том числе, кино. В июле 1921 года Эпштейн покидает Лион и переезжает в Париж, где становится ассистентом у Луи Деллюка. Он также работает в издательстве «Эдисьон де ласирэн» (фр. Éditions de la Sirène), что позволяет ему выпустить две книги о кинематографе «Здравствуй, кино» и «Лирософия». Благодаря этим работам Эпштейн получает известность и предложение поставить художественный фильм «Пастер».
В начале своей творческой деятельности Ж. Эпштейн, находясь под сильным влиянием Деллюка, старался подражать ему и следовать принципам «фотогении».
Примером могут служить две его первые картины — «Верное сердце» и «Прекрасная нивернезка». До постановки этих фильмов он работал ассистентом у режиссёра Бенуа Леви.
«Верное сердце» (1923) принято считать наиболее характерным фильмом, отражающим программные установки Эпштейна.
Продолжает свои поиски Эпштейн в «Прекрасная нивернезка». В этом фильме можно заметить характерные черты нового направления, названного с лёгкой руки Марселя Л’Эрбье «Авангардом» французского кино. Французский кинорежиссёр Абель Ганс подвёл итоги творчества Эпштейна следующим образом:
Для того чтобы изумить нас, этому подлинному и редкому гению следовало бы работать в области чистого мышления и абстракции. Но таинственные силы затянули его в зубчатые колёса кинематографии, и, пока он пытался вразумить механизм, тот наносил ему одну смертельную рану за другой — автомат душил изобретателя. Несомненно, что, повинуясь верховным жрецам, вершащим во мраке судьбу человека, Жан Эпштейн мог бы подавить в себе художника и мыслителя и жить, как простой смертный; но он предпочёл жертвенную смерть жизни, купленной ценой проституирования своего искусства.

## Фильмография
- 1922 — Пастер / совместно с Бенуа Леви
- 1922 — Красная харчевня
- 1923 — Верное сердце / фр. «Coeur fidèle»
- 1923 — Прекрасная нивернезка / фр. «La Belle Nivernaise»
- 1924 — Лев Моголов
- 1924 — Афиша
- 1926 — Приключения Робера Макэра / фр. «Les Aventures de Robert Macaire»
- 1926 — Мопра́
- 1927 — Трельяж / фр. «La glace à trois faces»
- 1928 — Падение дома Ашеров
- 1929 — Конец земли

…
- 1947 — фр. «Le Tempestaire»
- 1948 — фр. «Les Feux de la mer»